# 飯塚厚
飯塚 厚（いいづか あつし、1959年5月12日 - ）は、日本の財務官僚。財務省関税局長を最後に退官し、損保ジャパン日本興亜総合研究所理事長を経て、日本郵政取締役代表執行役上席副社長、日本郵政グループCOO兼グループCFO。
東京都出身。本籍地は兵庫県姫路市。東京教育大学附属駒場高等学校を経て、1983年、東京大学法学部第1類（私法コース）卒業、大蔵省入省。同期に岡本薫明（財務事務次官）、太田充（財務事務次官）、氷見野良三（金融庁長官）、星野次彦（国税庁長官）、武内良樹（財務官）などがいる。
三重県総合企画局長、三重県総務局長を経て、2004年財務省主計局給与共済課長。2006年財務省主計局主計官（農林水産係担当）。2007年財務省理財局計画官（内閣・財務係、厚生労働・ 文部科学係、経済産業係、国土交通係担当）、2008年理財局財政投融資総括課長、2009年7月14日理財局総務課長。2010年7月30日財務省大臣官房参事官（大臣官房担当）、同年財務省大臣官房参事官兼理財局。2011年7月12日財務省理財局次長。2012年内閣官房日本経済再生総合事務局次長。2014年7月4日財務省理財局次長、2015年7月7日東海財務局長兼財務総合政策研究所東海研修支所長、伊勢志摩サミット協力連携室長、2016年6月17日国税庁次長、2017年7月7日大臣官房付を経て、同年7月11日関税局長兼税関研修所長。2018年7月27日退官。
退官後、損保ジャパン日本興亜総合研究所理事長や、三重県政策アドバイザー（戦略的行政経営）に就任。2020年池田篤彦に代わり日本郵政専務執行役に就任し、コンプライアンス統括部、渉外室、経営企画部、IR室、リスク管理統括部、お客さま満足推進部、法務部を担当。同年トーエネック取締役。2021年日本郵便専務執行役員（経営企画部、広報室およびデジタルビジネス戦略部（日本郵政グループの重要事項に係る業務に限る。）担当）。同年小松敏秀に代わり日本郵政代表執行役副社長に就任。

## 略歴
- 1983年4月：大蔵省入省（主税局調査課）
- 1987年7月：大臣官房調査企画課調査係長[23]
- 1988年7月：鳴門税務署長
- 1989年7月：国税庁長官官房総務課課長補佐
- 1991年6月：米・ハーバード大学国際租税講座（留学）
- 1992年7月：大臣官房文書課課長補佐（審査）[24]
- 1993年7月：理財局総務課課長補佐兼理財局資金第一課
- 1995年6月：主計局給与課課長補佐
- 1995年9月：主計局主計官補佐（郵政係主査）
- 1996年7月：主計局主計官補佐（防衛第一係主査）
- 1997年7月：理財局資金第一課課長補佐（総務・企画・調査）[25]
- 1998年7月：理財局総務課課長補佐
- 1999年7月：大臣官房企画官兼理財局総務課（総括・文書・企画）[26]
- 2000年7月：大臣官房文書課広報室長
- 2001年7月：三重県総合企画局長
- 2004年4月：三重県総務局長
- 2004年8月：主計局給与共済課長
- 2006年7月：主計局主計官（農林水産係担当）
- 2007年7月：理財局計画官（内閣・財務、厚生労働、文部科学、経済産業、国土交通係担当）
- 2008年7月：理財局財政投融資総括課長
- 2009年7月：理財局総務課長
- 2010年7月：大臣官房参事官（大臣官房担当）
- 2011年7月：理財局次長
- 2012年12月：内閣官房日本経済再生総合事務局次長
- 2014年7月：理財局次長
- 2015年7月：東海財務局長
- 2016年6月：国税庁次長
- 2017年7月：関税局長
- 2018年7月：辞職
- 2018年11月：SOMPOホールディングス顧問
- 2019年1月：損保ジャパン日本興亜総合研究所理事長
- 2019年4月：SOMPO未来研究所理事長
- 2020年6月：日本郵政専務執行役（コンプライアンス統括部、渉外室、経営企画部、IR室、リスク管理統括部、お客さま満足推進部、法務部）、トーエネック取締役
- 2021年4月：日本郵便専務執行役員（経営企画部、広報室およびデジタルビジネス戦略部（日本郵政グループの重要事項に係る業務に限る。）担当）
- 2021年6月：日本郵政代表執行役副社長[22]
- 2023年6月：日本郵政取締役代表執行役副社長[27]
- 2025年6月：日本郵政代表執行役上席副社長 社長補佐、グループCOO、グループCFO、内部統制総括[28]

## 参考資料
- 『日本通関業連合会 会報 No.145』 日本通関業連合会発行、2017年9月